# 賽佛蘭娜·科契柯娃
斯韦特兰娜·维克托罗芙娜·霍德琴科娃（俄语：Светла́на Ви́кторовна Хо́дченкова；1983年1月21日—）是一名俄罗斯女演员，活跃于剧院，电影，电视。

## 生平
斯韦特兰娜·霍德琴科娃于1983年1月21日出生于苏联俄罗斯苏维埃联邦社会主义共和国莫斯科，曾长期生活在熱烈茲諾多羅日內。16岁时，她在一家模特公司短暂工作。她曾参与出演电影《鍋匠 裁縫 士兵 間諜》和《金鋼狼：武士之戰》。